# Šachový turnaj ve Wijku aan Zee

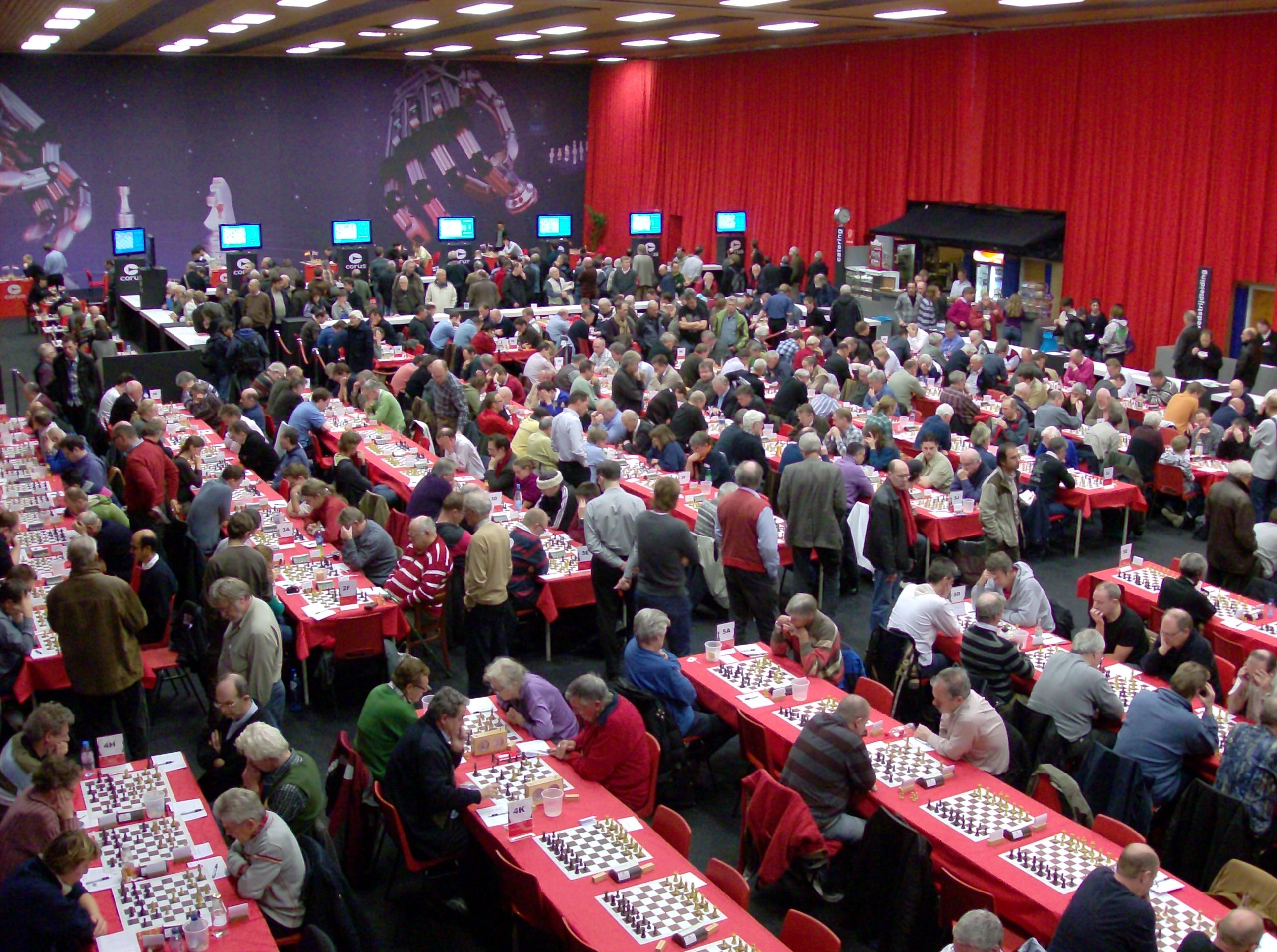
Pohled do hracího sálu turnaje v roce 2010

Šachový turnaj v nizozemském městě Wijk aan Zee je šachový turnaj hraný každoročně na předměstí Beverwijku. Turnaj se zde koná už od roku 1938 a již před koncem 20. století si zajistil spolu s turnajem v Linaresu a turnajem v Dortmundu pověst nejkvalitnějšího turnaje světa. Přezdívá se mu šachový Wimbledon.

## Jméno turnaje
Turnaj se do roku 1999 jmenoval Turnaj Hoogovens podle nizozemské hutní společnosti. Po jejím spojení s britskou British Steel vznikla společnost Corus Group, která dala turnaji nové jméno Corus Chess Tournament. V roce 2011 získal turnaj po novém vlastníku oceláren Tata Steel opět nové označení Tata Steel Chess Tournament. Šachové veřejnosti je ale nejlépe známý podle jména místa konání jako turnaj ve Wijku aan Zee. Obvykle se také tímto názvem označuje jen hlavní turnaj, i když ve skutečnosti se jedná o šachový festival s celou řadou menších turnajů nejrůznější úrovně, od profesionálních uzavřených turnajů až pro turnaje pro příchozí.

## Formát
Festival obsahuje kromě hlavního velmistrovského turnaje několik (v roce 2007 dva) další uzavřené turnaje, fungující rovněž jako kvalifikace pro superturnaj na příští rok. Dále se v průběhu hraje řada otevřených a jiných doprovodných turnajů.
Hlavní turnaj je pravidelně pořádaný systémem každý s každým, výjimkou byl rok 1993, kdy vyřazovacím pavoukem prošel k vítězství Anatolij Karpov, experiment se ale neudržel.
Jen dva hráči, kteří patřili mezi mistry světa do rozštěpení mistrovství v roce 1993, turnaj nevyhráli – Vasilij Smyslov a Bobby Fischer.

## Češi ve Wijku
Prvním Čechem v hlavním turnaji byl Čeněk Kottnauer, v roce 1947 obsadil samostatné třetí místo, turnaje se zúčastnil i v letech 1948 (dělil 8.-9. místo), 1954 (po emigraci do Velké Británie dělil 7.-8. místo) a 1962 (dělil 4.-5. místo).
Miroslav Filip v roce 1966 obsadil šesté místo se 7,5 body z 15 partií.
Nejlepšího výsledku v historii turnaje ve Wijku zaznamenal ale z Čechů Vlastimil Hort, který se v roce 1968 umístil na dělené druhé příčce (9 bodů z 15 partií), výsledek zopakoval v letech 1970 (10,5 z 15) a 1975 (10 z 15, půl bodu od vítězství), kromě toho byl ještě třetí v roce 1972 a čtvrtý v letech 1973, 1982 a 1983.
Dále se turnaje zúčastnili Lubomír Kaválek (nejlépe v barvách USA čtvrtý v roce 1970 a 1975), Jan Smejkal (třetí v roce 1975) a slovenský šachista v barvách Československa Ľubomír Ftáčnik (jedenáctý v roce 1985).
Turnaj v roce 1975 byl z českého pohledu obzvlášť úspěšný, když za Maďarem Portischem skončil o půl bodu zpět druhý Hort, třetí Smejkal ztrácel na vítěze bod a čtvrtý Kaválek (již za Spojené státy) bod a půl.
Po dvacetiletém čekání na dalšího Čecha se do soupisky turnaje vrátil v roce 2007 David Navara, zvítězil nad budoucím mistrem světa Magnusem Carlsenem a obsadil konečnou sedmou pozici. V roce 2012 skončil třináctý, když jedinou výhru zaznamenal proti vítězi turnaje Aronjanovi. Potřetí se turnaje zúčastnil v roce 2016 a skončil desátý, jedinou výhru si tentokrát připsal proti Caruanovi, který v turnaji obsadil druhou příčku, s úřadujícím mistrem světa Carlsenem remizoval.

## Vítězové turnaje
Nejúspěšnějším hráčem historie turnaje je s osmi vítězstvími norský velmistr Magnus Carlsen.
Beverwijk:
- 1938 – Ph. Bakker, Nizozemsko
- 1939 – Nicolaas Cortlever, Nizozemsko
- 1940 – Max Euwe, Nizozemsko
- 1941 – A. J. Wijnands, Nizozemsko
- 1942 – Euwe, Nizozemsko (2)
- 1943 – A. van der Hoek, Nizozemsko
- 1944 – Theo van Scheltinga, Nizozemsko
- 1946 – Alberic O’Kelly de Galway, Belgie
- 1947 – van Scheltinga, Nizozemsko (2)
- 1948 – Lodewijk Prins, Nizozemsko
- 1949 – Savielly Tartakower, Francie
- 1950 – Jan Hein Donner, Nizozemsko
- 1951 – Herman Pilnik, Argentina
- 1952 – Euwe, Nizozemsko (3)
- 1953 – Nicolas Rossolimo, Francie
- 1954 – Hans Bouwmeester, Nizozemsko a Vasja Pirc, Jugoslávie
- 1955 – Borislav Milić, Jugoslávie
- 1956 – Gideon Ståhlberg, Švédsko/Argentina
- 1957 – Aleksandar Matanović, Argentina
- 1958 – Donner, Nizozemsko (2) a Euwe, Nizozemsko (4)
- 1959 – Friðrik Ólafsson, Island
- 1960 – Tigran Petrosjan, SSSR a Bent Larsen, Dánsko
- 1961 – Larsen, Dánsko (2) a Borislav Ivkov, Jugoslávie
- 1962 – Petar Trifunović, Jugoslávie
- 1963 – Donner, Nizozemsko (3)
- 1964 – Paul Keres, SSSR a Iivo Nei, SSSR
- 1965 – Jefim Geller, SSSR a Lajos Portisch, Maďarsko
- 1966 – Lev Polugajevskij, SSSR
- 1967 – Boris Spasskij, SSSR

Wijk aan Zee:
- 1968 – Viktor Korčnoj, SSSR
- 1969 – Geller, SSSR (2) a Michail Botvinnik, SSSR
- 1970 – Mark Tajmanov, SSSR
- 1971 – Korčnoj, SSSR (2)
- 1972 – Portisch, Maďarsko (2)
- 1973 – Michail Tal, SSSR
- 1974 – Walter Browne, Austrálie/USA
- 1975 – Portisch, Maďarsko (3)
- 1976 – Ólafsson, Island (2) a Ljubomir Ljubojević, Jugoslávie
- 1977 – Geller, SSSR (3) a Gennadi Sosonko, Nizozemsko
- 1978 – Portisch, Maďarsko (4)
- 1979 – Polugajevskij, SSSR (2)
- 1980 – Browne, Austrálie/USA (2) a Yasser Seirawan, USA
- 1981 – Sosonko, Nizozemsko (2) a Jan Timman, Nizozemsko
- 1982 – John Nunn, Velká Británie a Jurij Balašov, SSSR
- 1983 – Ulf Andersson, Švédsko
- 1984 – Alexandr Běljavskij, SSSR a Korčnoj, Švýcarsko (3)
- 1985 – Timman, Nizozemsko (2)
- 1986 – Nigel Short, Velká Británie
- 1987 – Short, Velká Británie (2) a Korčnoj, Švýcarsko (4)
- 1988 – Anatolij Karpov, SSSR
- 1989 – Višvánáthán Ánand, Indie, Predrag Nikolić, Jugoslávie, Zoltán Ribli, Maďarsko a Gyula Sax, Maďarsko
- 1990 – Nunn, Velká Británie (2)
- 1991 – Nunn, Velká Británie (3)
- 1992 – Boris Gelfand, Rusko a Valerij Salov, Rusko
- 1993 – Karpov, Rusko (2)
- 1994 – Nikolić, Bosna a Hercegovina (2)
- 1995 – Alexej Drejev, Rusko
- 1996 – Vasilij Ivančuk, Ukrajina
- 1997 – Salov, Rusko (2)
- 1998 – Vladimir Kramnik, Rusko a Ánand, Indie (2)
- 1999 – Garri Kasparov, Rusko

Corus Chess Tournament:
- 2000 – Kasparov, Rusko (2)
- 2001 – Kasparov, Rusko (3)
- 2002 – Jevgenij Barejev, Rusko
- 2003 – Ánand, Indie (3)
- 2004 – Ánand, Indie (4)
- 2005 – Péter Lékó, Maďarsko
- 2006 – Veselin Topalov, Bulharsko a Ánand, Indie (5)
- 2007 – Topalov, Bulharsko (2), Tejmur Radžabov, Ázerbájdžán a Levon Aronjan Arménie
- 2008 - Aronjan, Arménie (2) a Magnus Carlsen, Norsko
- 2009 – Sergej Karjakin, Ukrajina
- 2010 – Carlsen, Norsko (2)

Tata Steel Chess Tournament:
- 2011 – Hikaru Nakamura, USA
- 2012 – Aronjan, Arménie (3)
- 2013 – Carlsen, Norsko (3)
- 2014 – Aronjan, Arménie (4)
- 2015 – Carlsen, Norsko (4)
- 2016 – Carlsen, Norsko (5)
- 2017 – Wesley So, USA[3]
- 2018 – Carlsen, Norsko (6)[4]
- 2019 – Carlsen, Norsko (7)[5]
- 2020 – Fabiano Caruana, USA[6]
- 2021 – Jorden Van Foreest, Nizozemsko
- 2022 – Carlsen, Norsko (8)[7]
- 2023 – Anish Giri, Nizozemsko[8]